# Zofia Bohdanowiczowa
Zofia Bohdanowiczowa (ur. 30 kwietnia 1898 w Warszawie, zm. 13 października 1965 w Toronto) – polska poetka, prozaik, autorka utworów dla dzieci i młodzieży.

## Życiorys
Studiowała polonistykę na Wydziale Humanistycznym Uniwersytetu Stefana Batorego w Wilnie. Jako poetka debiutowała w 1921 na łamach lwowskiego pisma „Wiek Nowy”. W 1938 ogłosiła powieść Droga do Daugiel, nagrodzoną przez oficynę wydawniczą Księgarnia św. Wojciecha. W latach 1939–1943 przebywała w Rumunii, Jugosławii, Włoszech i Francji. W 1943 osiedliła się w Wielkiej Brytanii, od 1950–1960 zamieszkała w polskim osiedlu w miejscowości Penrhos w Walii, w 1960 wyjechała do Kanady.
Była laureatką Nagrody im. Anny Godlewskiej (1963).

## Wybrana twórczość
Proza
- 1936 Wschodni wiatr • Opowieść wileńska, Wilno (impr. Towarzystwo Miłośników Wilna i Ziemi Wileńskiej, Bydgoszcz 1997)
- 1938 Droga do Daugiel, Księgarnia św. Wojciecha, Poznań
- 1960 Gwiazdy i kamienie, Katolicki Ośrodek Wydawniczy "Veritas", Londyn

Poezja
- 1954 Ziemia miłości, Społeczność Akademicka Uniwersytetu Stefana Batorego na Obczyźnie, Londyn
- 1965 Przeciwiając się świerszczom, Katolicki Ośrodek Wydawniczy "Veritas", Londyn

Przekłady
- 1966 Rapsody litewskie • Maryjo, ratuj nas, Towarzystwo Polsko-Litewskie im. Adama Mickiewicza w Wielkiej Brytanii, Londyn (impr. Towarzystwo Literackie im. Adama Mickiewicza - Oddział Białostocki: Zakład Teorii i Antropologii Literatury w Instytucie Filologii Polskiej, 1994)